# Ulrik Haagerup
Ulrik Haagerup (født 18. marts 1963) er en dansk journalist og grundlægger og direktør for Constructive Institute. Han er tidligere chefredaktør og nyhedsdirektør i DR.
Ulrik Haagerup blev student fra Gentofte Statsskole i 1981, og blev uddannet journalist fra Danmarks Journalisthøjskole i 1986. Samme år blev han ansat som undersøgende journalist på Jyllands-Posten, og allerede 4 år senere, i 1990, modtog han i fællesskab med to kolleger den fornemste journalistiske anerkendelse, Cavlingprisen, for afdækning af en række overbelåningssager i danske realkredit-institutter. I 1991-1992 studerede Haagerup ved Stanford Business School i USA. Da han vendte hjem, blev det til stillingen som ledende redaktionschef på Jyllands-Posten, hvilket han var frem til 1993, hvor han blev journalistisk redaktør samme sted. I 1994 blev han chefredaktør på Jyllands-Posten – en post han bestred til 2001.
Fra 1999 til 2002 var han medlem af bestyrelsen for Danmarks Journalisthøjskole. I 2001-2002 arbejdede han som konsulent i sit eget firma, Haagerup Consulting. I 2002 blev han formand for Styrelsen for Center for Journalistik´ved Syddansk Universitet i Odense. Fra 2002 til 2007 har Ulrik Haagerup været chefredaktør for Nordjyske Medier. Han udgav debatbogen En god idé – fik du den? i 2004.
Fra 2007 til 2017 var han chef for DR's nyhedsredaktioner. I 2017 sagde han sit job op i DR efter ti år for at stifte Constructive Institute, der arbejder for at styrke demokratiet gennem end ændring af den globale nyhedskultur, der fokuserer på konflikter og det ekstreme. Han har skrevet bogen "Constructive News" (2012), der er udkommet både på dansk, engelsk og tysk.
I 2020 kom det frem, at medlemmer af Haagerups VL-gruppe 42 har støttet Constructive Institute med anselige beløb.
5. marts 2012 blev han Ridder af Dannebrog.